# Trichostomum riparium
Trichostomum riparium là một loài Rêu trong họ Pottiaceae. Loài này được (Austin) J.J. Amann miêu tả khoa học đầu tiên năm 1921.